# Grenadine (boisson)
Pour les articles homonymes, voir Grenadine.

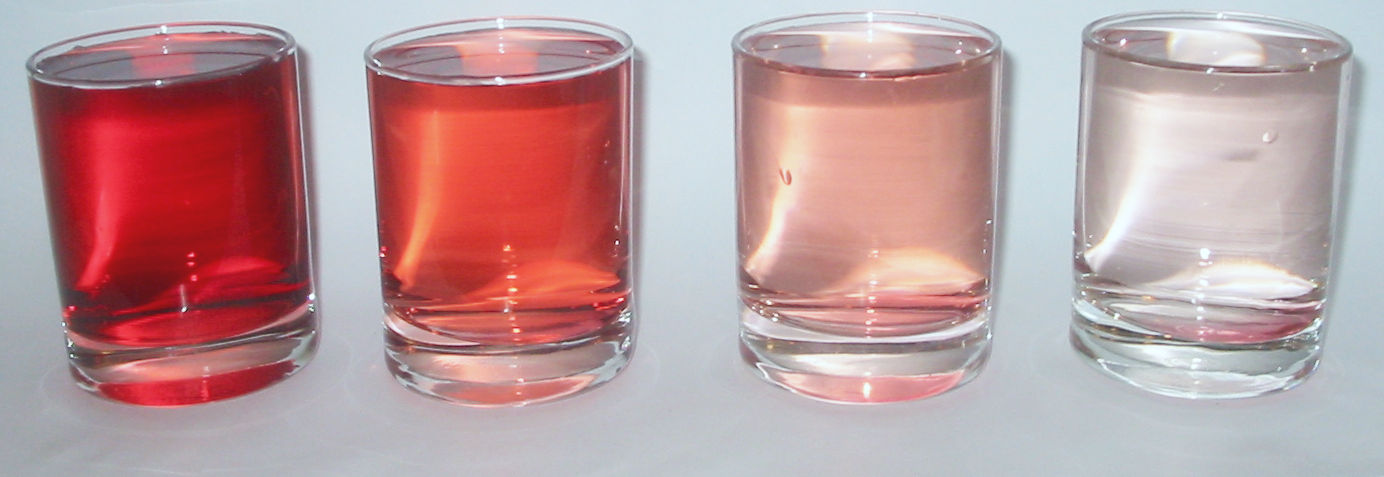
Grenadine à différentes dilutions

La grenadine est un sirop de couleur rouge réalisé avec du jus de grenade, ou alors avec des fruits rouges et de la vanille. Le sirop de grenadine est servi allongé d'eau en boisson rafraîchissante, ou utilisé pour préparer des cocktails.

## Composition
La grenadine désigne originellement un sirop réalisé avec du jus de grenade,. Par extension, le terme est employé pour désigner un sirop de fruits rouges et de vanille ressemblant au sirop de grenade,,.
Dans les pays méditerranéens (Espagne, Maghreb…), la grenadine est encore réalisée à partir de jus de grenade.
En France, il s'agit le plus souvent d'un assemblage de 10 % de jus de fruits rouges et de vanille, ou de leurs extraits, le tout éventuellement avec un peu de jus de citron. Les fruits et les proportions utilisées varient selon les marques : framboises, cassis, groseilles, sureau, fraises, citron. Si on utilise des extraits de fruits, on parle de sirops aromatisés à la grenadine.
En Belgique, c'est également une « limonade aromatisée » c'est-à-dire une boisson sucrée, colorée en rouge et aromatisée, sans trace de grenade.

## Utilisations
Dans les cocktails, le sirop de grenadine est utilisé pour former des dégradés en laissant couler le sirop le long de la paroi du verre, en tournant celui-ci sur lui-même. Il entre par exemple dans la réalisation de la tequila sunrise.
Au XIXe siècle, le sirop de grenade pouvait être versé dans le café.

## Recettes
- Liégeois (Belgique) : orangeade avec sirop de grenadine
- Monaco : bière blonde avec de la limonade et un fond de grenadine
- Diabolo grenadine : sirop de grenadine avec de la limonade
- Shirley Temple (Amérique du Nord) : boisson gazeuse à saveur de citron/lime avec grenadine
- Roy Rogers : Coca-Cola avec grenadine
- Indien : Orangina avec grenadine
- Ricard tomate : Ricard avec grenadine
- Bébé rose : lait avec grenadine